# Fatima Daas

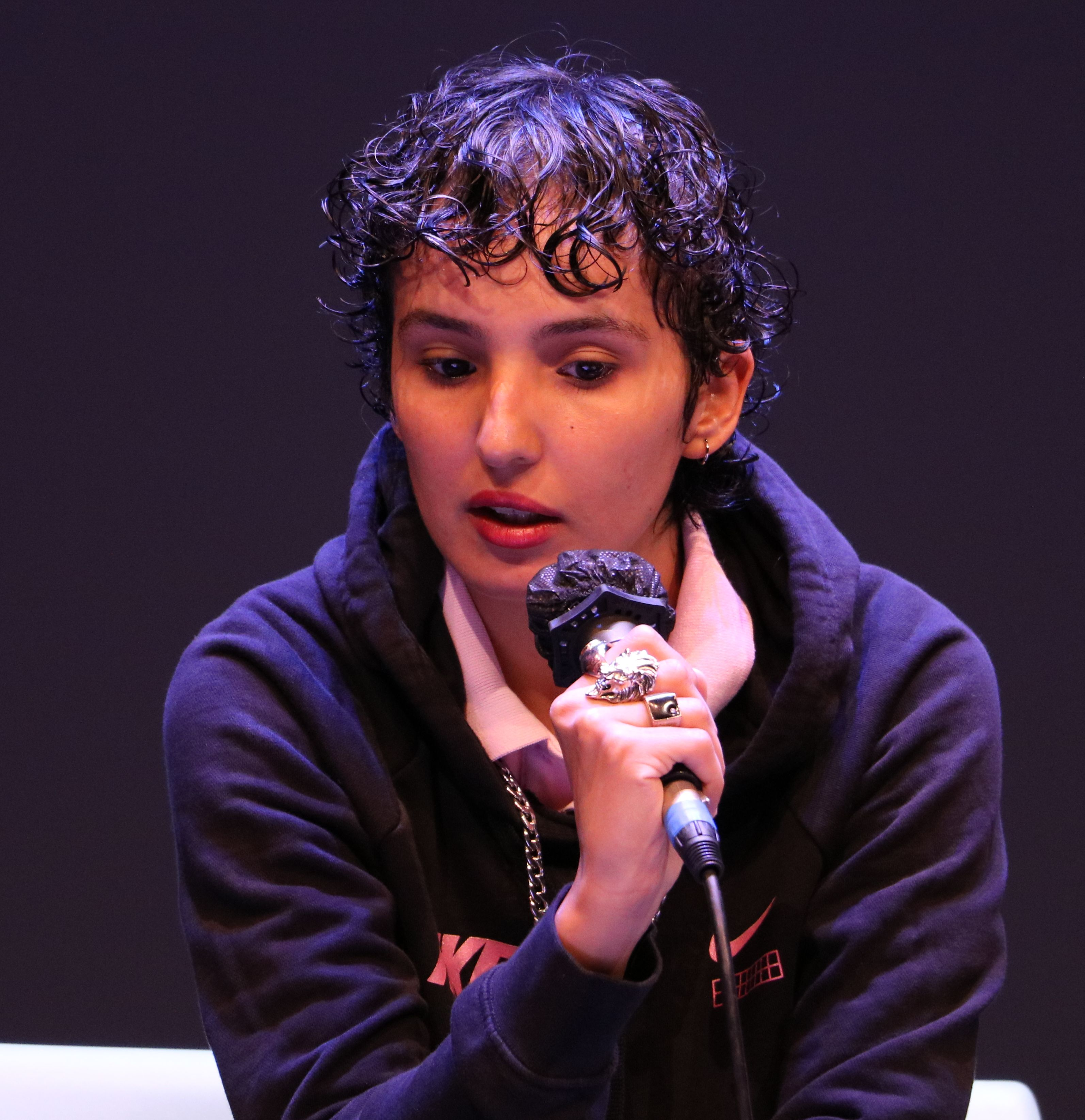
Fatima Daas (2021)

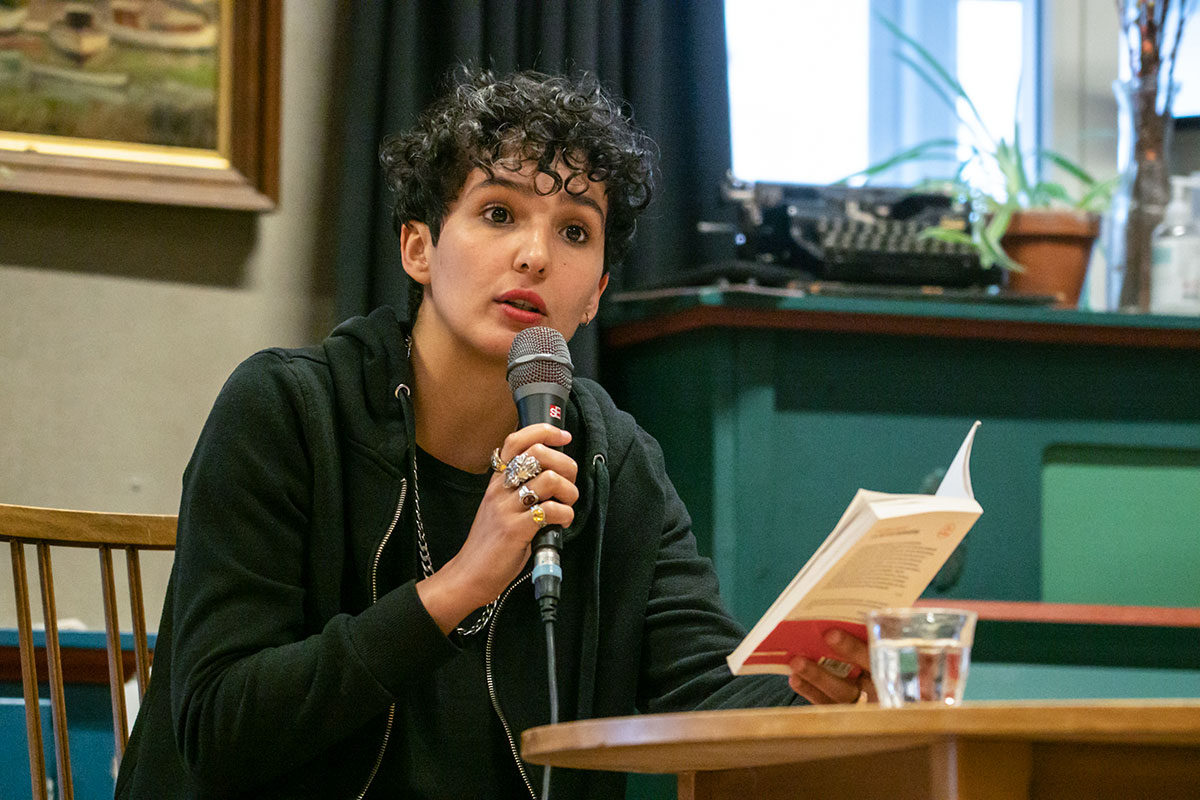
LiteratureXchange Festival, Aarhus/Dänemark 2022

Fatima Daas (geboren 1995 in Saint-Germain-en-Laye) ist das Pseudonym einer französischen Schriftstellerin.

## Leben
Ihre Eltern emigrierten aus Algerien nach Frankreich, wo sie als jüngstes Kind der Familie in
Clichy-sous-Bois aufwuchs und das Lycée Alfred-Nobel besuchte. Sie studierte Literatur an der Universität Paris VIII und besuchte einen Schreibkurs bei Tanguy Viel.
Fatima Daas bezeichnet sich als Muslima und als Lesbe.
Daas erhielt 2021 in Berlin für Die jüngste Tochter zusammen mit der Übersetzerin Sina de Malafosse den Literaturpreis des Hauses der Kulturen der Welt. Im Jahr 2025 folgte eine gleichnamige Verfilmung durch Hafsia Herzi.

## Werk
- La Petite Dernière. Roman. Paris: Montricher, 2020
  - Die jüngste Tochter. Übersetzung Sina de Malafosse. Berlin: Claassen, 2021